# Constitution de Nouvelle-Grenade de 1853
Constitution de 1843 Constitution de 1858
La Constitution de la Colombie de 1853 est la loi suprême de la République de Nouvelle-Grenade, adoptée le 21 mai 1853. Elle remplace la constitution de 1843.

## Inspirations
Cette nouvelle constitution est voulue par les libéraux, alors au pouvoir en la personne de José María Obando qui a succédé à José Hilario López le 1er avril 1853. Progressistes et anticléricaux, ils reprennent les idées développées par les révolutions de 1848 en Europe et qui ont finalement triomphé en Nouvelle-Grenade après la défaite des conservateurs lors de la guerre civile de 1951.

## Changements
La nouvelle constitution entérine l'abolition de l'esclavage, décidée en 1851. L'article 6 dispose que :

« No hay ni habrá esclavos en la Nueva Granada. »

Politiquement, elle initie le fédéralisme en retirant certains pouvoirs de nomination au pouvoir central au profit d'élections. Par l'article 13, le suffrage direct est adopté pour la désignation du président et du vice-président, des membres du Congrès (sénateurs et représentants), les gouverneurs des provinces et les magistrats de la cour suprême. 
L'article 3 dispose que corps électoral est formé par les hommes qui sont ou ont été mariés ou qui sont âgés de 21 ans et plus,.
La séparation de l’Église et de l’État est instaurée. De fait, l’Église perd son autorité juridique tandis que la liberté religieuse est garantie par l’État.